# Alt Schwerin
Alt Schwerin là một đô thị tại huyện Mecklenburgische Seenplatte (trước thuộc huyện Müritz), bang Mecklenburg-Vorpommern, miền bắc nước Đức.

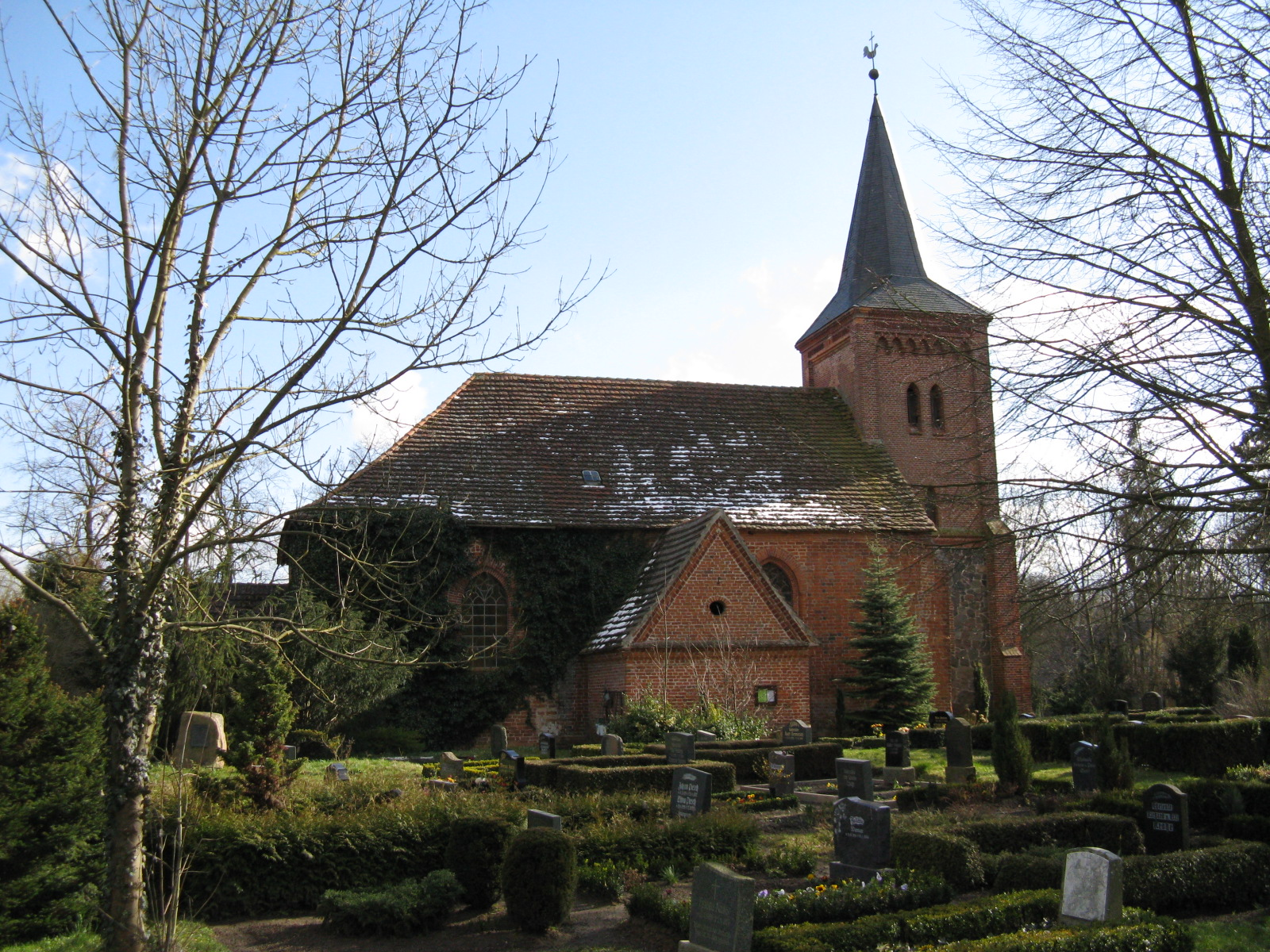
Church in Alt Schwerin
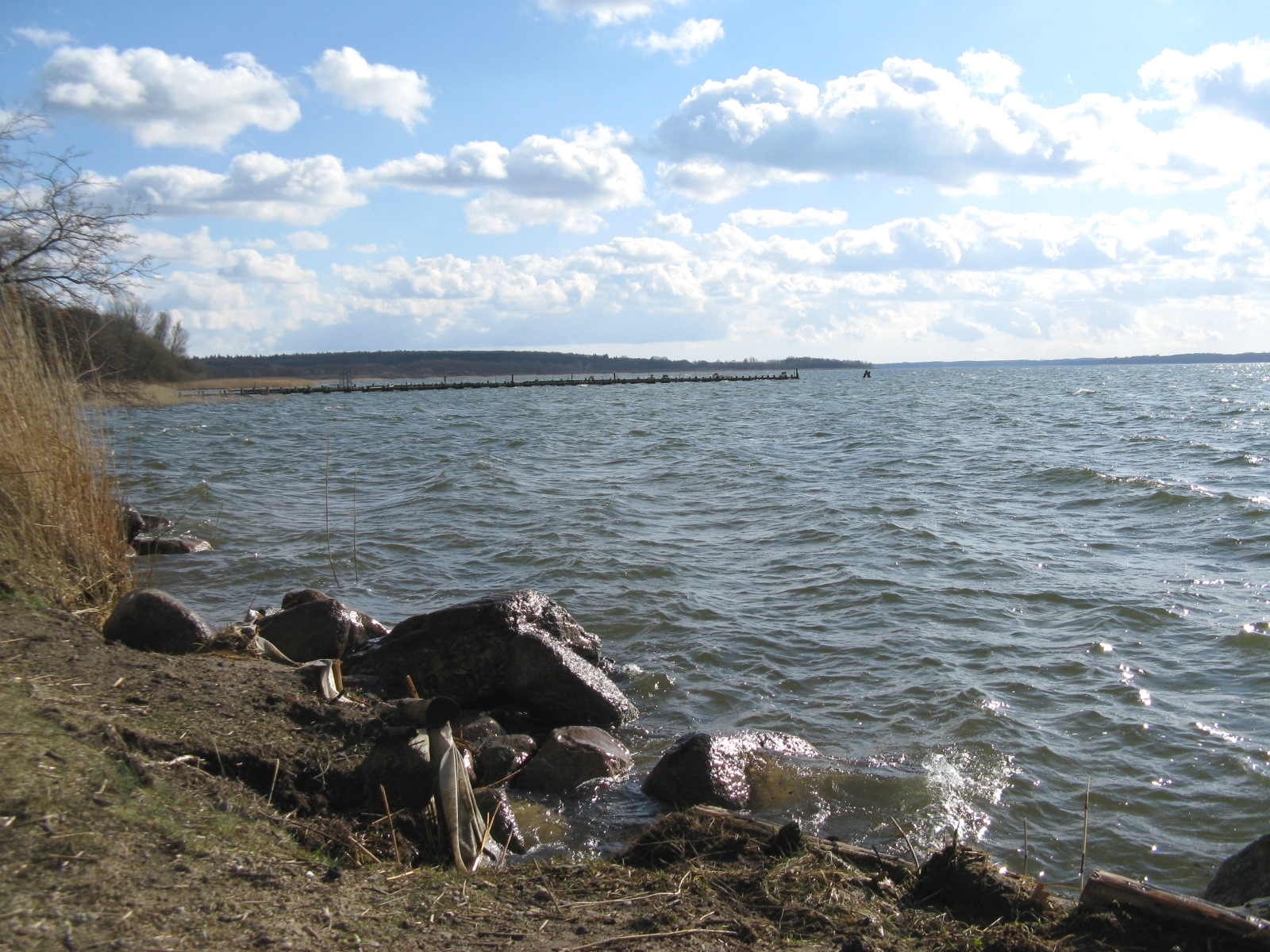
North shore of lake Plauer See